# Li Zhanshu
Li Zhanshu (chinois simplifié : 栗战书; né le 30 août 1950) est un homme politique chinois. De 2018 à 2023, il est le président du Comité permanent de l'Assemblée nationale populaire, l'assemblée nationale chinoise. Li est aussi membre, de 2017 à 2022, du Comité permanent du Politburo du PCC, le plus haut organe décisionnel de la Chine.

## Biographie
Li commence sa carrière politique en 1983 comme secrétaire du parti communiste dans le xian de Wuji de sa province natale du Hebei. À cette occasion, il se lie d'amitié avec le secrétaire du PCC du xian voisin de Zhengding : Xi Jinping. Li passe par les postes de secrétaire du parti communiste de Xi'an en 1998, gouverneur de la province du Heilongjiang en 2003 et de secrétaire du parti de la province de Guizhou.
En 2012, il est muté pour devenir chef du bureau général du Parti communiste chinois. Après le 18e Congrès du parti, Li devient l'un des meilleurs conseillers du secrétaire général Xi Jinping et est décrit comme le directeur de cabinet de ce dernier, ainsi que son plus proche allié,.
En 2022, lors de l'invasion russe de l'Ukraine, il déclare « comprendre pleinement la nécessité de toutes les mesures prises par la Russie pour protéger ses intérêts » et assure la Russie que la Chine lui « fournir[a] assistance ». Toutefois, cette version n'est présentée que dans la transcription russe de l'entretien, pas dans la transcription chinoise, ce que les observateurs interprètent comme une volonté de ne pas se mettre en porte-à-faux avec les pays occidentaux.